# Armand Gouzien
Pour les articles homonymes, voir Gouzien.
Armand Gouzien, né le 4 février 1839 à Brest (Finistère) et mort le 14 août 1892 à Saint-Pierre-Port (Guernesey), est un musicien, journaliste et fonctionnaire français.

## Biographie
D’abord simple employé aux Postes et Télégraphes à Paris, il se fait connaître, dans les années 1860, en composant avec succès de nombreuses chansons sur ses propres textes (sous le pseudonyme d'Alain de Pontecroix) ou ceux de poètes contemporains, mais aussi en arrangeant des chants traditionnels régionaux. Il compose ainsi La Légende de saint-Nicolas à partir d'un texte recueilli par Gérard de Nerval. À côté de ces airs populaires, il écrit également des pièces musicales plus complexes et même des opérettes. Il entame parallèlement une carrière de critique artistique, dramatique et musical, notamment au Gaulois et à L’Universel à la fin de l’Empire. De 1867 à 1868, il dirige la Revue des lettres et des arts.
Durant la guerre franco-prussienne, il s’implique dans la mise en place des Ambulances de la Presse, association privée qui secourt les soldats blessés. Le 4 septembre 1870, jour de la chute de l’Empire, il est aux Tuileries et contribue avec Victorien Sardou à éviter que la troupe ne tire sur la foule voulant investir le palais après le départ de l'Impératrice. Début décembre, il participe comme garde national aux combats de Champigny. Sa contribution à l’évacuation des blessés lui vaut la Médaille militaire.
À partir de 1871, il écrit dans La Gazette de Paris puis à L’Événement et au Rappel. Il est alors devenu un proche de Victor Hugo qu’il avait rencontré à Bruxelles en 1869. De 1876 à 1882, il est le rédacteur principal de la revue hebdomadaire Le Journal de musique où il ne manque pas de promouvoir la grande musique du moment, surtout celle de Richard Wagner dont il est un grand admirateur. Vers 1879, il intègre l’administration en étant nommé directeur des Beaux-arts et commissaire du gouvernement auprès des théâtres subventionnés et municipaux de France.
Il meurt subitement le 14 août 1892 lors d’un séjour à Guernesey, dans la maison de la famille Hugo, à Hauteville House. Enterré à Saint-Pierre-Port, il sera peu de temps après exhumé pour rejoindre le caveau de famille à Brest.